# Hellmobotn
Hellmobotn (lulesamiska: Vuodnabahta) är en by i Hamarøy kommun i Nordland fylke i norra Norge. Byn ligger längst inne vid Hellmofjorden, en arm av Tysfjorden och saknar fast förbindelse. Härifrån är det inte mer än cirka 6,3 kilometer fågelvägen till svenska gränsen.
Tidigare har byn tillhört dåvarande Tysfjords kommun.